# Affektstarr
Mit dem Adjektiv affektstarr (auch Affektverflachung, geringe Schwingungsfähigkeit) wird im psychopathologischen Befund laut AMDP-System ein Zustand beschrieben, in dem die Schwingungsfähigkeit und emotionale Modulationsfähigkeit verringert ist. Der Gegensatz dazu ist affektlabil. Bei der Affektstarre geht es nicht um die Anzahl der verschiedenen gezeigten Affekte, wie bei der Affektarmut, sondern um eine Affektverflachung im Sinne einer geringeren Modulation oder Amplitude (emotionale Schwingungsfähigkeit) sowie um die Fähigkeit auf Gesprächsinhalte emotional, empathisch zu reagieren. Bei einer leichten Affektstarre benötigt der Betroffene zwar äußere Reize, kann aber seinen Affekt durchaus modulieren, bei einer starken Ausprägung gelingt es ihm trotz äußerer Reize nicht. Wichtig ist, dass auch das Verharren in einer witzelnd euphorischen Stimmung als affektstarr bezeichnet wird, so dass Affektstarrheit nichts darüber aussagt, in welchem Affekt der Patient verharrt.

## Vorkommen
Die Affektstarre kann lediglich einen Hinweis auf eine bestimmte Diagnose geben. Für eine Diagnosestellung müssen allerdings noch weitere Symptome erfüllt sein. In der Literatur wird Affektstarre im Zusammenhang mit folgenden Diagnosen genannt:
- organisches Psychosyndrom[3]
- manche Schizophrenien:[3] Affektstarre wird als charakteristisch[4] für die Schizophrenie angenommen. Typischerweise würde mit der Affektstarre ein Negativsymptom des schizophrenen Residuums beschrieben.[5][6] Wichtig ist allerdings, dass nicht die extrapyramidal-motorische Nebenwirkung eines Neuroleptikums in Form eines Parkonsonoids, das Hypomimie und eingeschränkte Gestik verursachen kann, mit einer Affektverflachung verwechselt wird.[5] Eine solche Nebenwirkung müsste gegebenenfalls behandelt werden. Weitere mögliche Affektstörungen bei Schizophrenien sein auch Affektarmut oder Parathymie.[4]
- manche Depressionen:[3] Affektstarre bezieht sich hier auf ein Fehlen der Schwingungsfähigkeit im positiven Bereich.[4]
- gelegentlich bei chronisch gereizter Manie[3]
- Autismus-Spektrum-Störung[7]
- schizoide Persönlichkeit
- schizotype Persönlichkeit

Davon abzugrenzen ist die Affektarmut, wie sie beispielsweise bei der Demenz vorkommt.